# Italia en los Juegos Olímpicos de Múnich 1972
Italia estuvo representada en los Juegos Olímpicos de Múnich 1972 por un total de 224 deportistas que compitieron en 19 deportes.  
El portador de la bandera en la ceremonia de apertura fue el atleta Abdon Pamich.

## Medallistas
El equipo olímpico italiano obtuvo las siguientes medallas:
| Nombre | Deporte            | Competición            |
| --- | ------------------ | ---------------------- |
| Oro |                    |                        |
| Rolando Rigoli Cesare Salvadori Michele Maffei Mario Aldo Montano Mario Tullio Montano                                      | Esgrima            | Sable por eqs. M       |
| Antonella Ragno-Lonzi | Esgrima            | Florete ind. F         |
| Graziano Mancinelli (Ambassador)                                                                                            | Hípica             | Saltos ind.            |
| Klaus Dibiasi | Saltos             | Plataforma 10 m M      |
| Angelo Scalzone | Tiro               | Foso M                 |
| Plata |                    |                        |
| Alessandro Argenton (Woodland)                                                                                              | Hípica             | Concurso completo ind. |
| Novella Calligaris | Natación           | 400 m libre F          |
| Giorgio Cagnotto | Saltos             | Trampolín 3 m M        |
| Bronce |                    |                        |
| Pietro Mennea | Atletismo          | 200 m M                |
| Paola Pigni | Atletismo          | 1500 m F               |
| Anselmo Silvino | Halterofilia       | 75 kg M                |
| Vittorio Orlandi (Fulmer Feather) Raimondo D'Inzeo (Fiorello) Graziano Mancinelli (Ambassador) Piero D'Inzeo (Easter Light) | Hípica             | Saltos por eqs.        |
| Giuseppe Bognanni | Lucha grecorromana | 52 kg M                |
| Gian-Matteo Ranzi | Lucha grecorromana | 68 kg M                |
| Novella Calligaris | Natación           | 800 m libre F          |
| Novella Calligaris | Natación           | 400 m estilos F        |
| Giorgio Cagnotto | Saltos             | Plataforma 10 m M      |
| Silvano Basagni | Tiro               | Foso M                 |